# Ernst Biehler
Ernst Friedrich Biehler (* 7. Juni 1903 in Ulm, Deutsches Reich; † 26. Mai 1997 in Langensteinbach, Deutschland) war ein deutscher Offizier, zuletzt Generalmajor im Zweiten Weltkrieg.

## Leben
Ernst Biehler trat als Jäger am 1. September 1923 in die Reichswehr ein und kam in das 13. Infanterie-Regiment. Vom 27. Mai 1925 bis 4. Juni 1925 war er in den Nachrichtenzug des Regiments kommandiert und bestand anschließend die Fahnenjunkerprüfung. Anschließend besuchte er bis Anfang September 1927 zwei Lehrgänge an der Infanterieschule. Zurück im 13. Infanterie-Regiment wurde er am 1. April 1928 Leutnant. Von Ende April 1930 bis Anfang Juni 1930 war er zum Lehrgang für Leibesübung nach Wünsdorf kommandiert. 1931 war er im 13. Infanterie-Regiment in der 5. Kompanie. Es folgten weitere Lehrgänge: ein Fahr- und Geräte-Lehrgang in Ludwigsburg (Ende Mai 1931 bis Mitte Juni 1931) und ein Minenwerfer-Lehrgang in Döberitz (Anfang Februar 1932 bis Ende April 1932). Am 1. Oktober 1934 wurde er in das Infanterie-Regiment Ludwigsburg, dem ehemaligen 13. Infanterie-Regiment, versetzt.
Im August 1935 war er für einen Urlaub in Großbritannien beurlaubt. Am 1. Oktober 1935 wurde er zum Hauptmann befördert und wurde Mitte des gleichen Monats Kompanieführer im Infanterie-Regiment 13. Am 1. Oktober 1937 folgte seine Versetzung in den Stab des Infanterie-Regiments 13, hier ab 1. Januar 1939 als Adjutant. Am 19. September 1939 wurde er an die Kriegsakademie kommandiert. Ab Dezember 1939 war er als O1 im Stab des XXV. Armeekorps und war ab Anfang April 1940 zu einem Generalstabslehrgang in Dresden. Mitte Juni 1940 kam er in die Führerreserve, kommandiert zum Generalstab des Armeeoberkommandos 12. Am 18. Juni 1940 wurde er mit Wirkung vom 14. Juni 1940 Ic im Stab der 26. Infanterie-Division. In gleicher Funktion ging er am 21. November 1940 in den Generalstab der 24. Infanterie-Division und wurde hier am 17. Dezember 1940 mit RDA vom 1. Januar 1941 Major. Vom 24. Oktober 1941 bis 6. Januar 1942 war er in den Generalstab kommandiert. Am 17. Dezember 1941 wurde sein RDA auf den 1. April 1940 geändert. Anschließend wurde er Ia im Stab der 24. Infanterie-Division. Vom 28. Mai 1943 bis 6. Juni 1943 war er zugleich mit der Führung des Grenadier-Regiments 31 und vom 6. Juni 1943 bis 30. Juni 1943 mit der Führung des Grenadier-Regiments 220 beauftragt. Ab Ende Juni 1943 war er Ia im Stab der 9. Luftwaffen-Felddivision, welche kurze Zeit vorher in der Verantwortung von der Luftwaffe an das Heer übergegangen war. Am 10. Juli 1943 erhielt er das Deutsche Kreuz in Gold verliehen. Vom 15. Januar 1944 bis 4. Mai 1944, ab 1. Mai Oberst, war er Lehrer an der Kriegsakademie in Hirschberg und wurde anschließend von dort nach Lemberg in Marsch gesetzt. Am 18. Mai 1944 wurde er in das Reservelazarett 161 in Frankfurt an der Oder eingeliefert. Nach seiner Genesung wurde er am 25. Juli 1944 Chef des Generalstabes des XXVII. Armeekorps.
Vom 20. September 1944 bis 19. Oktober 1944 war er erneut in der Führerreserve, um anschließend das Grenadier-Regiment 358 bei der 205. Infanterie-Division zu übernehmen, wobei er zugleich mit der Führung der 205. Infanterie-Division beauftragt wurde. Er wurde im Raum Vimbas (heute Dravnieki, Gemeinde Jaunsvirlauka, Bezirk Jelgava, Lettland) verwundet und kam von Mitte November 1944 bis Ende November 1944 wieder in ein Lazarett nach Frankfurt an der Oder. Mit Wirkung vom 15. November 1944 wurde er am 30. November 1944 in die Führerreserve versetzt, wo er bis 25. Januar 1945 blieb. Er wurde als Ia zur Festungs-Kommandantur Frankfurt (Oder) kommandiert und war ab 4. März 1945 Festungskommandant in der Stadt. Am 20. April 1945 wurde er zum Generalmajor befördert. Zwei Tage später zogen sich die Festungstruppen aus der Stadt zurück. Beim Rückzug wurde er am 28. April 1945 in Halbe bei Berlin verwundet und kam in sowjetische Kriegsgefangenschaft, aus welcher er am 7. Oktober 1955 entlassen wurde.
Biehler gibt an, dass ihn General der Infanterie Theodor Busse am 24. April 1945 zur Verleihung des Ritterkreuzes des Eisernen Kreuzes vorgeschlagen habe und er es kurz vor Kriegsende erhalten habe. Eine Verleihung ist aber nicht nachgewiesen.
Nach dem Krieg wohnte er von 1959 bis mindestens 1970  in Karlsruhe und Clausthal-Zellerfeld. Im hohen Alter lebte er im Seniorenstift in Langensteinbach.